# Futbolista francès de l'any
El Futbolista francès de l'any és un guardó futbolístic convocat anualment per la revista francesa France Football des del 1959. Originalment, només el podien guanyar futbolistes francesos que jugeuessin a França, però des del 1996 es va ampliar la possibilitat als futbolistes francesos que juguin a l'estranger. Des del 2001, són els guanyadors anteriors els qui trien el següent guanyador.

## Guanyadors
| Any  | Jugador                                            | Club(s)                                            |
| ---- | -------------------------------------------------- | -------------------------------------------------- |
| 1959 | Jules Sbroglia                                     | Angers SCO                                         |
| 1960 | Raymond Kopa                                       | Reims                                              |
| 1961 | Mahi Khennane                                      | Stade Rennais FC                                   |
| 1962 | André Lerond                                       | Stade Français                                     |
| 1963 | Yvon Douis                                         | AS Monaco                                          |
| 1964 | Marcel Artelesa                                    | AS Monaco                                          |
| 1965 | Philippe Gondet                                    | FC Nantes                                          |
| 1966 | Philippe Gondet                                    | FC Nantes                                          |
| 1967 | Bernard Bosquier                                   | AS Saint-Étienne                                   |
| 1968 | Bernard Bosquier                                   | AS Saint-Étienne                                   |
| 1969 | Hervé Revelli                                      | AS Saint-Étienne                                   |
| 1970 | Georges Carnus                                     | AS Saint-Étienne                                   |
| 1971 | Georges Carnus                                     | AS Saint-Étienne Olympique de Marsella             |
| 1972 | Marius Trésor                                      | Ajaccio Olympique de Marsella                      |
| 1973 | Georges Bereta                                     | AS Saint-Étienne                                   |
| 1974 | Georges Bereta                                     | AS Saint-Étienne                                   |
| 1975 | Jean-Marc Guillou                                  | Angers SCO OGC Nice                                |
| 1976 | Michel Platini                                     | AS Nancy                                           |
| 1977 | Michel Platini                                     | AS Nancy                                           |
| 1978 | Jean Petit                                         | AS Monaco                                          |
| 1979 | Maxime Bossis                                      | FC Nantes                                          |
| 1980 | Jean-François Larios                               | AS Saint-Étienne                                   |
| 1981 | Maxime Bossis                                      | FC Nantes                                          |
| 1982 | Alain Giresse                                      | FC Girondins de Bordeus                            |
| 1983 | Alain Giresse                                      | FC Girondins de Bordeus                            |
| 1984 | Jean Tigana                                        | FC Girondins de Bordeus                            |
| 1985 | Luis Fernández                                     | Paris Saint-Germain FC                             |
| 1986 | Manuel Amoros                                      | AS Monaco                                          |
| 1987 | Alain Giresse                                      | Olympique de Marsella                              |
| 1988 | Stéphane Paille                                    | FC Sochaux                                         |
| 1989 | Jean-Pierre Papin                                  | Olympique de Marsella                              |
| 1990 | Laurent Blanc                                      | Montpellier HSC                                    |
| 1991 | Jean-Pierre Papin                                  | Olympique de Marsella                              |
| 1992 | Alain Roche                                        | AJ Auxerre Paris Saint-Germain FC                  |
| 1993 | David Ginola                                       | Paris Saint-Germain FC                             |
| 1994 | Bernard Lama                                       | Paris Saint-Germain FC                             |
| 1995 | Vincent Guérin                                     | Paris Saint-Germain FC                             |
| 1996 | Didier Deschamps                                   | Juventus FC                                        |
| 1997 | Lilian Thuram                                      | Parma                                              |
| 1998 | Zinédine Zidane                                    | Juventus FC                                        |
| 1999 | Sylvain Wiltord                                    | FC Girondins de Bordeus                            |
| 2000 | Thierry Henry                                      | Arsenal FC                                         |
| 2001 | Patrick Vieira                                     | Arsenal FC                                         |
| 2002 | Zinédine Zidane                                    | Reial Madrid                                       |
| 2003 | Thierry Henry                                      | Arsenal FC                                         |
| 2004 | Thierry Henry                                      | Arsenal FC                                         |
| 2005 | Thierry Henry                                      | Arsenal FC                                         |
| 2006 | Thierry Henry                                      | Arsenal FC                                         |
| 2007 | Franck Ribéry                                      | Olympique de Marsella                              |
| 2008 | Franck Ribéry                                      | Bayern de Múnic                                    |
| 2009 | Yoann Gourcuff                                     | FC Girondins de Bordeus                            |
| 2010 | Samir Nasri                                        | Arsenal FC                                         |
| 2011 | Karim Benzema                                      | Reial Madrid                                       |
| 2012 | Karim Benzema                                      | Reial Madrid                                       |
| 2013 | Franck Ribéry                                      | Bayern de Múnic                                    |
| 2014 | Karim Benzema                                      | Reial Madrid                                       |
| 2015 | Blaise Matuidi                                     | Paris Saint-Germain FC                             |
| 2016 | Antoine Griezmann                                  | Atlètic de Madrid                                  |
| 2017 | N'Golo Kanté                                       | Chelsea FC                                         |
| 2018 | Kylian Mbappé                                      | Paris Saint-Germain FC                             |
| 2019 | Kylian Mbappé                                      | Paris Saint-Germain FC                             |
| 2020 | No concedit a causa de la pandèmia de la COVID-19. | No concedit a causa de la pandèmia de la COVID-19. |
| 2021 | Karim Benzema                                      | Reial Madrid                                       |

## Jugador del Segle
Al final del segle xx, la revista va votar el Jugador Francès del Segle, guardó que va guanyar Michel Platini.
| Lloc | Jugador           | Vots |
| ---- | ----------------- | ---- |
| 1    | Michel Platini    | 143  |
| 2    | Zinédine Zidane   | 121  |
| 3    | Raymond Kopa      | 88   |
| 4    | Laurent Blanc     | 28   |
| 5    | Just Fontaine     | 22   |
| 6    | Marius Trésor     | 17   |
| 7    | Alain Giresse     | 15   |
| 8    | Jean-Pierre Papin | 12   |
| 9    | Didier Deschamps  | 9    |
| 10   | Eric Cantona      | 8    |

## Entrenador de l'any
Cada any, la revista tria el millor entrenador francès de l'any. El jurat es compon per anteriors guanyadors del premi.
- 1970: Albert Batteux
- 1970: Mario Zatelli
- 1971: Kader Firoud
- 1971: Jean Prouff
- 1972: Jean Snella
- 1973: Robert Herbin
- 1974: Pierre Cahuzac
- 1975: Georges Huart
- 1976: Robert Herbin
- 1977: Pierre Cahuzac
- 1978: Gilbert Gress
- 1979: Michel Le Millinaire
- 1980: René Hauss
- 1981: Aimé Jacquet
- 1982: Michel Hidalgo
- 1983: Michel Le Milinaire
- 1984: Aimé Jacquet
- 1985: Jean-Claude Suaudeau
- 1986: Guy Roux
- 1987: Jean Fernández
- 1988: Guy Roux
- 1989: Gérard Gili
- 1990: Henryk Kasperczak
- 1991: Daniel Jeandupeux
- 1992: Jean-Claude Suaudeau
- 1993: Jean Fernández
- 1994: Jean-Claude Suaudeau
- 1995: Francis Smerecki
- 1996: Guy Roux
- 1997: Jean Tigana
- 1998: Aimé Jacquet
- 1999: Élie Baup
- 2000: Alex Dupont
- 2001: Vahid Halilhodžić
- 2002: Jacques Santini
- 2003: Didier Deschamps
- 2004: Paul Le Guen
- 2005: Claude Puel
- 2006: Pablo Correa
- 2007: Pablo Correa
- 2008: Arsène Wenger
- 2009: Laurent Blanc
- 2010: Didier Deschamps
- 2011: Rudi Garcia
- 2012: René Girard
- 2013: Rudi Garcia
- 2014: Rudi Garcia
- 2015: Laurent Blanc
- 2016: Zinédine Zidane
- 2017: Zinédine Zidane
- 2018: Didier Deschamps